# Rõõmu
Rõõmu (Duits: Freudenhof, ‘vreugdehof’; het Estische woord rõõmsus betekent ‘vreugde’) is een plaats in de Estlandse gemeente Luunja, provincie Tartumaa. De plaats heeft de status van dorp (Estisch: küla) en telt 134 inwoners (2021).
De plaats ligt ca. 5 km ten oosten van Tartu.

## Geschiedenis
Rõõmu werd voor het eerst genoemd in 1627 onder de naam Reimus Moysa. Oorspronkelijk was er een landgoed Rõõmu, maar in de tweede helft van de 17e eeuw werd dat omgezet in een veeboerderij. In 1939 kreeg de nederzetting op de vroegere boerderij de status van dorp.
De naam gaat waarschijnlijk terug op een eigennaam.